# 朴保
朴 保（パクポー、pak poe、1955年1月24日 - ） は、日本で活動するロックボーカリスト。山梨県出身の在日韓国人2世。その音楽領域はロック、レゲエ、ソウル、韓国の民族音楽や民謡と幅広く、反戦、反核、反原発をテーマに、ライブを中心に活動を行っている。

## 代表曲
- 「HIROSHIMA」原爆の悲惨さを訴える反戦歌[4]。
- 「傷痍軍人の歌」従軍慰安婦、強制連行が歌われる[4]。
- 「TODAY」国境を越えて手をとりあって生きていくことが歌われる[4]。
- 「東京アリラン」
- 「もうやめにしておくれ」
- 「MONJU」
- 「峠」
- 「雨に咲く花」

## 評価
在日朝鮮人小説家の梁石日（ヤン・ソギル）は「天性のボーカリスト」「彼ほど反骨と反権力を貫いているボーカリストは他にいないだろう」と高く評価している。

## 略歴
- 1955年1月24日　山梨県にて韓国人の父、日本人の母の間に生まれる[1][3][6]。
- 1979年 「広瀬友剛」の名でソロ・シンガーとしてワーナー・パイオニアからデビュー[1][3]。
- 1980年 韓国を訪れ、パンソリなどの伝統音楽に触れ、「朴保」に改名[1][3]。
- 1983年〜1992年 単身渡米し、サンフランシスコで2つのロックバンド「オギィヨッチャ（Ogie Yocha）」「サイケデリックサムライ（Psychedelic Samurai）」を結成し、ネバダ核実験場でライブなどの活動を行う[1][3][7]。
- 1992年 帰国し東京ビビンパクラブに参加[1]。
- 1998年 ドキュメンタリー映画『A』（森達也監督）の音楽を担当[1][8]。「Good Night Baby」「Tears of My Love」「峠」が挿入歌として使用された[9]。
- 1999年 新宿梁山泊『少女都市からの呼び声』ニューヨーク／東京公演に出演[1]。
- 2000年 嚴仁浩（オム・インホ）と史上初の日韓共同制作CD「時は流れる」を発表[1][3][7]。
- 2001年 東海道400年祭祝祭劇『佐久夜』(市川猿之助総合演出、加藤和彦音楽、朝倉摂美術）に出演[1]。朝鮮民主主義人民共和国、大韓民国の両国でライブ[2]。
- 2002年 映画『夜を賭けて』（金守珍監督、梁石日原作、丸山昇一脚本、山本太郎主演）の音楽監督担当[1]。
- 2007年 オリジナル曲『傷痍軍人の歌』が 宋神道（ソン・シンド）の慰安婦裁判を追ったドキュメンタリー映画 『オレの心は負けてない』（安海龍監督）の エンディングテーマとなる[1]。
- 2008年 ドキュメンタリー映画『朴保〜歌いたい歌がある』（田中幸夫監督）が韓国の在外同胞映画祭に出品される[1]。
- 2009年 活動を追ったドキュメンタリー映画 『Pak–Poe 朴保』（田中幸夫監督）が公開される[1][3]。

## 主な参加バンド・ユニット等
- 朴保&切狂言[1]
- 東京ビビンパ・クラブ[1]
- オギィヨッチャ（Ogie Yocha、サンフランシスコにて結成）[1][2]
- サイケデリックサムライ（Psychedelic Samurai、サンフランシスコにて結成）[1][2]
- 朴保 & His Band（1992 - ）[1]
- 波人（1999 - ）[1]
- PAK POE Band（1997 - ）[1]